# Uomini che vengono dal mare
Uomini che vengono dal mare è una fontana-scultura in bronzo e acqua di Pietro Consagra donata nel 1964 dall'autore alla sua città natale, Mazara del Vallo, e qui collocata in Piazza Mokarta. 

## Descrizione
La scultura poggia su un piedistallo a T alto circa 2 metri ed è composta da quattro elementi. Ogni elemento, costruito con lamine di bronzo saldate tra loro, assume una forma approssimativamente cilindrica, non regolare, longilinea ad asse subverticale. Gli ultimi due elementi a destra (per chi guarda la scultura col mare di fronte) appaiono toccarsi.
Il materiale con cui è stata realizzata la scultura oltre al bronzo è anche l'acqua, infatti i getti d’acqua facevano parte integrante della scultura e furono posizionati dall’autore in maniera artistica. Purtroppo però i condotti che rifornivano i getti d’acqua col tempo si sono deteriorati e sono andati fuori uso. Si è persa quindi questa parte dell'opera creativa dell'autore. A maggio del 2021 sono iniziati lavori di restauro. A dicembre 2021 viene riconsegnata l'opera dopo un complesso lavoro di restauro che ha interessato sia la parte estetica, sia la parte funzionale dell'opera con il ripristino dei getti d'acqua.
Il punto preciso dove collocarla, scelto dallo stesso Consagra insieme ai rappresentanti del Comune, fu al "margine della Piazza Mokarta prospiciente il mare". La collocazione al limitar del mare sottolinea l'esistenza di quel passaggio attraverso il quale una moltitudine di uomini nel corso della storia sono passati e passano anche oggi.
Nell’elenco stilato dalla Fondazione Pietro Consagra di tutte le opere dell'artista posizionate in luoghi pubblici, la scultura è ora classificata semplicemente sotto il titolo “Fontana per piazza Mokarta”, ciò dimostra come nel tempo ci sia stata molta confusione su quale fosse stato il vero titolo della scultura. Questa circostanza, oltre a incoraggiare le più svariate interpretazioni, ha anche favorito l'attribuzione da parte della popolazione locale, non senza un certo astio per qualcosa che non riusciva a capire, del nomignolo "lu quattro a bastuni", cioè il "quattro di bastoni". A dispetto del nomignolo di così poco valore, l'opera risulta, invece, particolarmente significativa. 
Le interpretazioni attribuitele sono molteplici e differenti e nel loro susseguirsi possono essere considerate le parti di un colloquio tra l'opera e i suoi osservatori. Colloqui è infatti la denominazione di tutta la produzione artistica di Consagra da 1952 al 1963. 
La fontana-scultura è anche l'argomento di due poesie. Quella del poeta dialettale Vito Lumia, mazarese di nascita e trapanese d'adozione, descrive lo sconcerto degli umili osservatori che non comprendono bene cosa significhi la scultura e la paragonano a un pescespada o a un calamaro. Quella del poeta Giacomo Giannone, invece, identifica i quattro elementi sul piedistallo in quattro fantasmi, uomini superstiti senza mani e senza braccia, naufraghi, fratelli marinai. 
Nell'immaginare cosa potesse rappresentare la sua opera, Consagra fa esplicito riferimento in un suo articolo all'"anello di Darwin" e quindi alla teoria dell'evoluzione. Da questa citazione è stato preso spunto per elaborare un ulteriore significato della scultura, ovvero quello del percorso evolutivo della vita che nasce nelle acque e si evolve in successive tappe o anelli, dall'ittiomorfismo all'antropomorfismo fino ad arrivare, appunto, all'uomo e alla umanità intera. 